# زولتان شتیبر
زولتان شْتیبِر (مجاری: Stieber Zoltán؛ زادهٔ ۱۶ اکتبر ۱۹۸۸) یک بازیکن فوتبال اهل مجارستان است.
از باشگاه‌هایی که در آن بازی کرده‌است می‌توان به آلمانیا آخن، استون ویلا، یئوویل تاون، گروتر فورث، هامبورگ، ماینتس ۰۵ و نورنبرگ اشاره کرد.
وی همچنین در تیم ملی فوتبال مجارستان بازی می‌کند.